# Francisella tularensis
Francisella tularensis (лат.) — вид мелких грамотрицательных бактерий, обладающая полиморфизмом. Является возбудителем туляремии. Название болезни и видовой эпитет возбудителя произошло от провинции Калифорнии Туляре, где исследователями Мак Коем и Чепиным бактерия впервые была выделена от сусликов. Название рода происходит от фамилии Эдварда Френсиса, исследователя туляремии. Микроорганизм отнесён ко II группе патогенности.

Повреждение кожи тыльной стороны руки, характерное для туляремии

## Биологические свойства

### Морфология
Грамотрицательная, мелкая (от 0,2 до 0,5—1 мкм) коккобацилла, в чистых культурах приближается к коккоидной форме. Образует капсулы, неподвижна.

### Культуральные свойства
Хемоорганогетеротроф, облигатный аэроб. На простых питательных средах не растёт, необходимы среды, содержащие витамины, яичный желток, кровь, экстракты органов и тканей животных, для роста необходим цистеин. Разлагает глюкозу, мальтозу, часть штаммов разлагает маннозу и левулёзу, глицерин (с кислотообразованием). На агаризованных средах образует мелкие, каплевидные беловатые колонии.

### Геном
Геном Francisella tularensis subsp. tularensis штамма FSC198 представлен кольцовой двуцепочечной молекулой ДНК размером 1892616 п.н. и содержит 1852 гена, из которых 1605 кодируют белки, процент % Г+Ц пар составляет 32 %.

### Патогенность
F. tularensis патогенна для грызунов и человека, механизмы передачи — трансмиссивный (переносчики — москиты, блохи, клещи), контактный, аспирационный и оральный. Естественный иммунитет у человека высок (у грызунов зависит от структуры каспазы-1 и ASC). Является факультативным внутриклеточным паразитом, способна избегать лизиса макрофагами путём миграции из фаголизосомы в цитоплазму, захват макрофагами и побег из фаголизосом необходим для развития F. tularensis. F. tularensis не продуцирует экзотоксины, оболочечный антиген Vi и капсула являются факторами патогенности, продуцирует гемолизины.